# تونيا ميتشيل
تونيا ميتشيل (بالإنجليزية: Tonya Mitchell)‏ هي مغنية أمريكية، ولدت في 21 أغسطس 1982.

## وصلات خارجية
- تونيا ميتشيل على موقع ميوزك برينز (الإنجليزية)